# Nils Nilsson (skulptör)
För konstnärer med samma namn, se Nils Nilsson.
Nils Agaton Nilsson född 18 juni 1909 i Karlstad, död där 2 januari 1982, var en svensk skulptör. Han var bror till konstnären Sixten Nilsson.
Nilsson var huvudsakligen verksam som träsnidare i samband med kyrkorestaureringar för Värmlands konserveringsanstalt. Bland hans mer betydande arbeten märks träskulpturer för Kristinehamn och Segerstads kyrkor. Han är begravd på Ruds kyrkogård i Karlstad.